# Daniel Dąbrowski
Daniel Dąbrowski (ur. 23 września 1983 w Łodzi) – polski lekkoatleta, olimpijczyk z Pekinu (2008).
W 2006 zdobył nagrodę Złote Kolce dla najlepszego lekkoatlety sezonu. Swoją szybkość najlepiej pokazuje w sztafecie 4 x 400 m, gdzie kilkukrotnie wyprowadzał na ostatniej zmianie polską reprezentację na czołowe pozycje, m.in. podczas biegu półfinałowego na Mistrzostwach Świata w Osace czy na Pucharze Europy w Monachium, gdzie wyprowadził Polskę na 1. miejsce, osiągając na swojej zmianie najlepszy czas ze wszystkich biegnących sprinterów (44,34 s).
Daniel Dąbrowski jest żołnierzem 2 Batalionu Dowodzenia Śląskiego Okręgu Wojskowego we Wrocławiu.
Zawodnik AZS Łódź i Śląska Wrocław.

## Największe osiągnięcia
- 1. miejsce w Halowym Pucharze Europy w biegu na 400 m (Liévin 2006)
- srebrny medal Halowych Mistrzostw Świata w 2006 w sztafecie 4 x 400m
- 4. miejsce na Mistrzostwach Europy w 2006 w biegu na 400 m
- brązowy medal Mistrzostw Europy w 2006 w sztafecie 4 x 400 m
- 5. miejsce podczas Pucharu Świata w Lekkoatletyce (Ateny 2006) w biegu na 400 m
- akademickie mistrzostwo świata w Bangkoku (2007) w sztafecie 4 x 400 m (3:02,05 s)
- Puchar Europy w lekkoatletyce (Monachium 2007) 1. miejsce w sztafecie 4 x 400 m (3:01,70 s)
- mistrz Polski na 400 m w 2007
- halowy mistrz Polski na 200 m w 2006 i na 400 m w 2007
- brązowy medal Mistrzostw Świata w Lekkoatletyce 2007 w sztafecie 4 x 400 m
- srebrny medal Mistrzostwa Świata Wojskowych w sztafecie 4 x 400 m (3:08,20 s)

## Rekordy życiowe

### na stadionie
- bieg na 100 metrów – 10,58 s. (27 maja 2006, Kielce)
- bieg na 200 metrów – 20,74 s. (9 września 2006, Łódź) - 16. wynik w historii polskiej lekkoatletyki[2]
- bieg na 400 metrów – 45,33 s. (1 lipca 2007, Poznań) - 9. wynik w historii polskiej lekkoatletyki[2]

### w hali
- bieg na 60 metrów - 6,82 s (8 stycznia 2005, Łódź)
- Bieg na 200 m - 21,07 s (26 lutego 2006, Spała) - 6. wynik w historii polskiej lekkoatletyki
- Bieg na 400 m - 46,46 s (12 lutego 2006, Lipsk - Niemcy) - 5. wynik w historii polskiej lekkoatletyki